# Аселье
Аселье — деревня в Смоленской области России, в Рославльском районе. Расположена в южной части области в 22 к юго-востоку от Рославля, в 1,5 км к западу от границы с Брянской областью, в 8 км к северо-востоку от станции Пригорье на железнодорожной ветке Орёл — Рига. Население — 16 жителей (2007 год). Входит в состав Пригорьевского сельского поселения.

## История
Известно как минимум с 1757 года (в деревне есть деревянная церковь).

## Достопримечательности
- Городище в 0,5 км юго-западнее деревни 2-й половины I тыс. до н. э.